# Sinapius (Adelsgeschlecht)

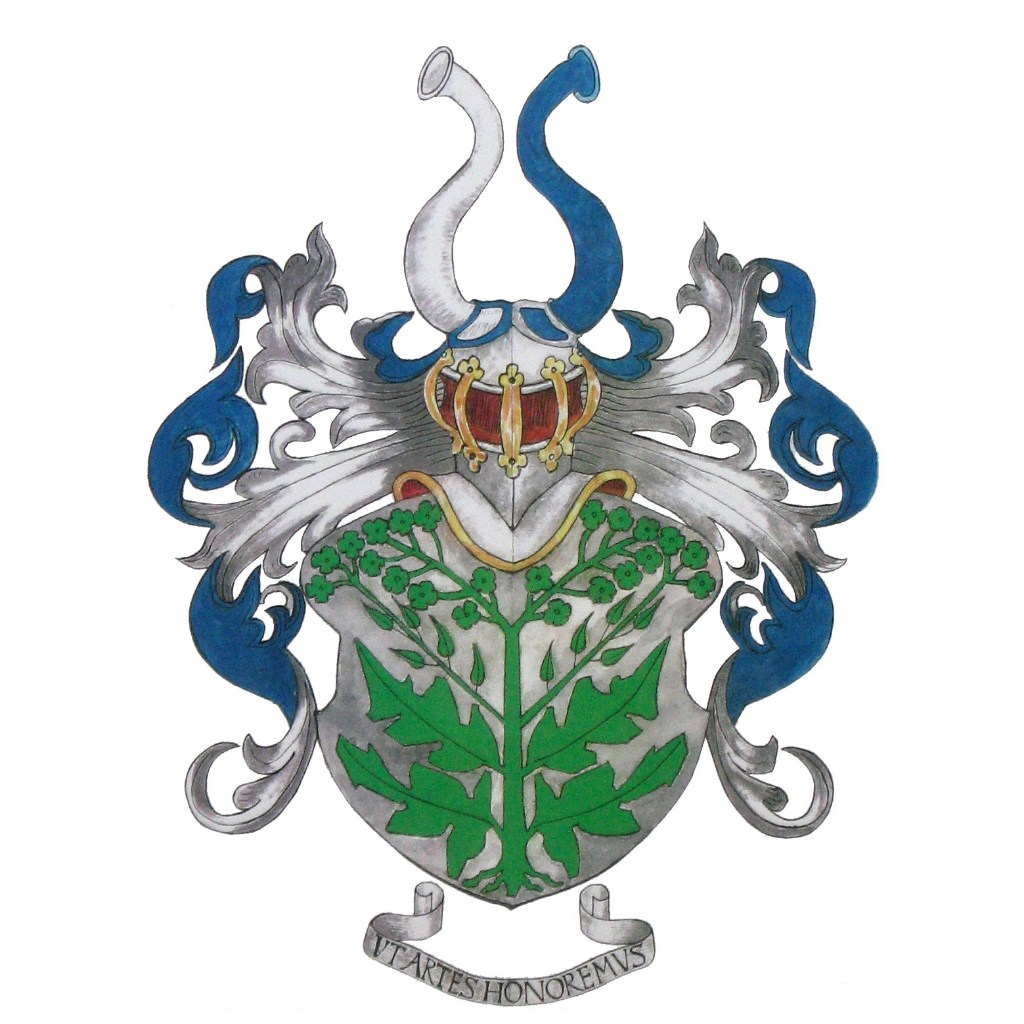
Wappen der Familie Sinapius

Sinapius ist der Name eines fränkischen Patrizier- und Adelsgeschlechts.

## Geschichte

### Ursprünge in der Renaissance
Die Familie Sinapius spielte eine führende Rolle in der sich modern formierenden Wissenschaft der Renaissance in Europa. Dank fleißiger Aufzeichnungen und Briefe der Familienangehörigen ist vieles bis heute erhalten. Die Archive in Schweinfurt, Würzburg und Spremberg bergen etliches, und den Professores John Flood und David Shaw der Universität London ist es zu danken, dass unzählige Fundorte weltweit ermittelt wurden. Stammvater der Familie ist der Patrizier Johann Senff oder latinisiert Sinapis, der im ausgehenden 15. Jahrhundert humanistisch gebildeter Bürgermeister Schweinfurts war.

### Aufspaltung in zwei Stamm-Linien
Johann Senffs/Sinapis’ Sohn Andreas (* 1480) wurde Arzt und wandte sich nach Böhmen (böhmisch-schlesische Linie), sein Sohn Caspar (1481–1535) wurde wieder Schweinfurter Bürgermeister und führte die fränkische Linie der Familie fort. Dessen Söhne Kilian (1504–1563, Jurist und Gräzist) und Johannes Sinapius (1505–1560, Arzt und Gräzist) studierten in Ferrara, dem Zentrum der europäischen Wissenschaft, und wurden Lehrer am Hof der Este ebenda. 1546 hat sie die Inquisition aber als Protestanten zurück nach Franken getrieben. Von ihnen ist ein umfangreicher Briefwechsel, meist in lateinischer oder griechischer Sprache, mit den geistigen Größen der Zeit (Philipp Melanchthon, Johannes Calvin, Olympia Fulvia Morata, Celio Secondo Curione etc.) erhalten geblieben. Johannes Sinapius wurde Leibarzt des Fürstbischofs von Würzburg, Kilian Sinapius zog an das Reichskammergericht in Speyer.

### Nobilitierung der fränkisch-sächsischen Linie
Am 17. Juli 1545 wurde die fränkische Linie, die genannten Brüder Kilian und Johannes sowie ihr Halbbruder Conrad (1531–1576, seit 1572 Schweinfurter Bürgermeister) von Kaiser Karl V. in den adeligen Ritterstand erhoben, samt allen Vorfahren und Nachfahren: „Wiewol wir auß Rom[ische]r Kay[serliche]r hohe vnd wirdigkeit darin vns der Almechtig nach seinem Gottlich[en] willen gesetzt hatt vnd angebornner guete alzeit geneigt sein, aller vnd yeglich[er] vnser vnd des Hailigen Reichs vnderthan vnd getrewen Eere, wirde, achtung, nutz vnd besstes zu betracht[e]n vnd zu furd[er]n vnd den stannd vnd grad des Adelß so dann ye zu zeitten durch absterben vnd in ander[em] weg in abfall vnd minderung khempt widerumb zuerheben: [...] Darumb so hab[en] wir auß eign[er] bewegung mit wollend[em] muth, gutem rathe, rathschlegen vnd sonndern vnns[er]n Kay[serliche]n gnaden, den obgenannten Johan[n]sen, Kilian vnd Conraden geprůed[er] den Senff[en] dise besonnd[ere] gnad vnd Freiheit gethon vnd geben vnd Sie vnnd Jre ehelich leibßerben vnd d[er]selb[en] Erbenßerben fur vnd fur ganz vnd Frawen p[e]rson in ewig Zeit in den stannd vnd grade des Adels d[er] Recht Edelgeboren Rittermessig[en] Thurnierß vnd Lehenßgemeslewtt erhebt, gewierdiget, geschöpfft, geadelt vnd Edelgemacht.“

### Nobilitierung der böhmisch-schlesischen Linie
Für die böhmisch-schlesische Linie wurden die Brüder Johannes und Daniel Sinapius 1654 vom römisch-deutschen Kaiser Ferdinand III. in den Adelsstand erhoben: „A. 1654. den 25. May versetzten Ihro Káys. und Kónigl. Maj. Ferdinandus III. zwey Gebrüdere Sinapios, Johannem, und vorgemeldten Danielem mit allen Dero Nachkommen beyderley Geschlechts, in caetum ac numerum antiquorum Nobilium.“

### Neuere Zeit in Kursachsen
Während des Dreißigjährigen Krieges verließ auch die fränkische Linie der Familie Sinapius ihr Heimatland endgültig und siedelte sich im kursächsischen Spremberg an. Dort haben mehrere Familienzweige Gewerbebetriebe und bedeutende Textilindustrien aufgebaut, die 1949 in allen Teilen von der Administration der SBZ/DDR enteignet wurden. Die Familie, die mit dem Wiener Kongress zu preußischen Untertanen wurde, stellte in allen Jahrhunderten Wissenschaftler, Juristen und Offiziere. Der Berliner Landgerichtsdirektor Arthur Sinapius wurde im Herbst 1944 verhaftet und ist seitdem vermisst.

### Fundator Stipendii
In Schweinfurt verblieben ist bis heute die 1553 errichtete Studienstiftung, die den Studenten der Familie Sinapius bis zur Großen Inflation 1923 das Studium finanzierte. Das dann geschrumpfte Kapital wurde am 28. Februar 1951 in die „Vereinigten Stiftungen für Studienbeihilfen in Schweinfurt“ überführt.

## Wappen

### Fränkisch-sächsische Linie
Das Wappen der fränkisch-sächsischen Linie Sinapius wurde am 17. Juli 1545 von Kaiser Karl V. verliehen und beschrieben in der im Original erhaltenen Urkunde: „Vnd zu merer gezewgnus, g. d.s. vnd Ler, solichs Adels Jnen [den Sinapii] dyße Silb[er]farb[enen] Schildt, darJnn vffrecht ein gruen[er] senffstengel, mit seinen wůrtzeln Asst[en] vnd Natuerlichen plettern ausgepraitet. Auf dem Schildt eyn Thurniershelm mit Weys[er] oder Silberfarb[ener] und plawer od[er] Laßurfarb[ener] helmdeck[en] geziert, darauß zwey Puffelhornner das vord[ere] weyß vnnd das hinder plaw, die Můndtloch voneinand[er] gekert. Alsßdan sollich wappen vnd C[leinod] in mitte dyß gegenwertigen vnß[er] Kays[er]l[i]ch[en] brieffs gemahlet, vnd mit R[...] aigentlich ausgestrichen von newem ge... v[er]lieh[en] vnd geben.“

### Böhmisch-schlesische Linie
Das Wappen der böhmisch-schlesischen Linie Sinapius wurde am 25. Mai 1654 von Kaiser Ferdinand III. verliehen und beschrieben, zitiert in der Olsnographia aus dem Jahr 1767: „zwey Gebrüdere Sinapios, Johannem, und vorgemeldten Danielem [...] Dero Wappen ist ein Himmelblauer Schild, darinnen auff einem grúnen Rasen ein geflügelter Hirsch in seiner natúrlichen Farbe mit offenem Maule gegen die Sonne laufft. Der offene gecrónte Helm hat auf der Crone einen halben Mond, aus welchem zwey hervorgehende Hánde, andre zwey mit rothen Ermeln bekleidete Armen in die Hóhe heben. Die Helm=Decken sind zur Rechten blau und gelb, zur Lincken weiß und roth.“ (Standort: Bayerische Staatsbibliothek <366078262220015)

## Bekannte Namensträger
- Johannes Sinapius (1505–1560), Arzt und Gräzist
- Johann Sinapius (1657–1725), Universalgelehrter und Genealoge
- Werner Sinapius (1928–2022), Kunstmaler
- Hilde Sinapius (* 1929), Malerin und Lyrikerin
- Michael Sinapius (* 1955), Ingenieur und Universitätsprofessor der TU Braunschweig

## Straßenbezeichnungen
- Die frühere Sinapiusstraße in Öhls, Schlesien, wurde nach 1945 nur polonisiert und heißt heute ulica Jana Sinapiusa in 56-400 Oleśnica, Polen.
- Die frühere Sinapiusstraße in Breslau heißt heute ul. Kościańska in 54-027 Wrocław, Polen.

Der Geehrte ist in beiden Fällen der 1725 in Liegnitz verstorbene Johannes Sinapius (geb. 1657 im böhmischen Tepl), Lehrer der Söhne des Herzogs Christian Ulrich I. von Württemberg-Öhls und Verfasser der Olsnographia wie auch früher Forschungsarbeiten zum schlesischen Adel (s. Literaturangaben).